# Вараз-Трдат I
Вараз-Трдат (607—705) — князь Алуанка (Кавказской Албании) из династии Михранидов; был сыном князя Вараз-Пероза, который умер или погиб в 660-х годах.

## Биография
В 660 году дядя Вараз-Трдата Джеваншир заключил союз с Византией против Арабского халифата, однако уже в 667 году, под угрозой нашествий арабов с юга и хазар с севера, признал себя вассалом Халифата, что стало поворотным пунктом в истории страны и способствовало её исламизации. Был убит в результате заговора крупных феодалов, боровшихся против централизации княжеской власти.
В 670 году вероятно Вараз-Трдат участвовал в заговоре против своего дяди Джеваншира. После этого объявил себя правителем, но вынужден был долгое время бороться против Хазарии, союзника Джеваншира, и местных князей и родственников, которые не признали власть Вараз-Трдата. С помощью византийского императора Константина IV утвердился в 680 году у власти. В 681 году состоялась официальная коронация. С этого времени именуется царем. В том же году хазары и каспианы разграбили Габалу, чтобы отомстить за смерть Джаваншира. Царь вскоре заключил с ними мир через католикоса Елизара I. В первый период его правления усилилось византийское влияние. Продолжал союз с сыном Константина IV — Юстинианом II. Вместе с последним пытался организовать сопротивление Арабскому халифату. В 685 году возобновил союз с хазарским каганом. Епископ провинции Мец Квенк, Вараз-Трдат, через иудеев установил дружбу с хазарами и предотвратил их разрушительные нападения на регион. Он заявил о своей верности Арабскому халифату, сохранив независимость страны и установив тесные связи с армянским князем Григором Мамиконяном и католикосом Сааком Дзоропорецки.
В 694 году разделил власть с сыновьями Гагиком и Варданом. В том же году прибыл в Константинополь, где оказался фактически в почетном плену. Вместе с византийцами Кавказской Албанией стали управлять его сыновья под регентством матери Спарамы. Вараз-Трдат содержался в плену в Константинополе с 694 по 699 год, в его отсутствие его жена-королева Спарама и регент принц Шеро были в ссоре. Шеро был заключен в тюрьму арабами, когда Вараз-Трдат вернулся на престол. После того как царь вернулся в Албанию в 699 году и стал вассалом арабов, его дети были арестованы императором Юстинианом II и смогли вернуться только после его смерти.
Византийская армия вторглась в Закавказье, а также другие арабские государства, которые захватили его, вторглись в Утик и захватили (около 699 года) Вараз-Трдата и его сыновей Гагика и Вардана. Спрама, жена Вараза-Трдата, католикос Нерсес I Бакур от Агвана до Византии, пытались утвердить в регионе халкидонизм, но местные власти с помощью католикоса Армении Егии Арчишеци сорвали этот план. В 699 году уволился и получил титул патриарх-экзархата. Опирался на поддержку византийцев. В то же время армянское духовенство добилось от арабского халифа Абд аль-Малика подчинения Албанской православной церкви Армянской Апостольской церкви, что вызвало раскол первой и привело к ослаблению единства Албании и их сопротивления арабам. Около 704 года Вараз-Трдат вернулся из Византии и снова стал править регионом. Но политическая ситуация заставила его признать арабское господство.
Умер Вараз-Трдат I в 705 году или в 709 году. Ему наследовали сыновья Гагик и Вардан. После его смерти царство было упразднено, а Михраниды стали просто князьями Гардмана. Албания была завоёвана халифатом и в 705 году власть Михранидов была упразднена.
Как отмечает К. Босуорт, Вараз-Трдат I носил персидский титул Арраншах и армянский титул Эраншахи или Араншахи.